# Penstemon cardinalis
Espèce
Penstemon cardinalis  est une espèce de plantes de la famille des Plantaginacées, originaire des États-Unis. Elle est connue sous le nom vernaculaire de Cardinal Beardtongue en anglais.

## Description
Cette espèce est pérenne, et peut atteindre un mètre de hauteur. Les fleurs sont généralement de couleur rouge.

## Liste des variétés
Selon GBIF (2 juillet 2023) :
- Penstemon cardinalis var. cardinalis Wooton & Standl.
- Penstemon cardinalis var. regalis (A.Nelson) C.C.Freeman

## Systématique
Le nom correct complet (avec auteur) de ce taxon est Penstemon cardinalis Wooton & Standl.,. Le type a été collecté à 2 400 m sur le pic White Mountain en Californie le 6 juillet 1895.
Penstemon cardinalis a pour synonyme :
- Penstemon crassulus Wooton & Standl.

## Publication originale
- (en) E. O. Wooton et Paul C. Standley, « Descriptions of New Plants Preliminary to a Report upon the Flora of New Mexico », Contributions from the United States National Herbarium, vol. 16, no 4,‎ 1913, p. 109-196 (ISSN 0097-1618, lire en ligne).